# Gran Premio d'Italia 1986
Il Gran Premio d'Italia 1986 è stata la tredicesima gara del campionato di Formula 1 del 1986, si è svolto il 7 settembre sul Circuito di Monza ed è stato vinto da Nelson Piquet su Williams-Honda. In questa gara fa la sua prima apparizione in F1 per il pilota italiano Alex Caffi e per la scuderia francese AGS.

## Qualifiche

Teo Fabi della Benetton-BMW festeggia la sua seconda pole position consecutiva in stagione

| Pos | No | Pilota             | Costruttore            | Q1          | Q2       | Distacco |
| --- | -- | ------------------ | ---------------------- | ----------- | -------- | -------- |
| 1   | 19 | Teo Fabi           | Benetton-BMW           | 1.26:019    | 1.24:078 |          |
| 2   | 1  | Alain Prost        | McLaren-TAG            | 1.26:885    | 1.24:514 | +0.436   |
| 3   | 5  | Nigel Mansell      | Williams-Honda         | 1.26:181    | 1.24:882 | +0.804   |
| 4   | 20 | Gerhard Berger     | Benetton-BMW           | 1.25:580    | 1.24:885 | +0.807   |
| 5   | 12 | Ayrton Senna       | Lotus-Renault          | 1.25:363    | 1.24:916 | +0.838   |
| 6   | 6  | Nelson Piquet      | Williams-Honda         | 1.26:614    | 1.25:137 | +1.059   |
| 7   | 8  | Derek Warwick      | Brabham-BMW            | 7.12:970    | 1.25:175 | +1.097   |
| 8   | 2  | Keke Rosberg       | McLaren-TAG            | 1.26:742    | 1.25:378 | +1.300   |
| 9   | 27 | Michele Alboreto   | Ferrari                | senza tempo | 1.25:549 | +1.471   |
| 10  | 7  | Riccardo Patrese   | Brabham-BMW            | 1.27:438    | 1.26:111 | +2.033   |
| 11  | 25 | René Arnoux        | Ligier-Renault         | 1.27:928    | 1.26:187 | +2.109   |
| 12  | 28 | Stefan Johansson   | Ferrari                | 1.26:517    | 1.26:422 | +2.344   |
| 13  | 18 | Thierry Boutsen    | Arrows-BMW             | 1.28:051    | 1.26:754 | +2.676   |
| 14  | 26 | Philippe Alliot    | Ligier-Renault         | 1.27:287    | 1.27:269 | +3.191   |
| 15  | 16 | Patrick Tambay     | Lola-Ford              | 1.29:744    | 1.27:808 | +3.730   |
| 16  | 17 | Christian Danner   | Arrows-BMW             | 1.30:397    | 1.27:923 | +3.845   |
| 17  | 11 | Johnny Dumfries    | Lotus-Renault          | 1.28:857    | 1.28:024 | +3.946   |
| 18  | 15 | Alan Jones         | Lola-Ford              | 7.40:132    | 1.28:403 | +4.325   |
| 19  | 24 | Alessandro Nannini | Minardi-Motori Moderni | 1.29:239    | 1.28:690 | +4.612   |
| 20  | 3  | Martin Brundle     | Tyrrell-Renault        | 1.31:266    | 1.29:125 | +5.047   |
| 21  | 23 | Andrea De Cesaris  | Minardi-Motori Moderni | 1.31:375    | 1.29:561 | +5.483   |
| 22  | 14 | Jonathan Palmer    | Zakspeed               | 1.32:064    | 1.29:659 | +5.581   |
| 23  | 4  | Philippe Streiff   | Tyrrell-Renault        | 1.30:199    | 1.29:976 | +5.898   |
| 24  | 29 | Huub Rothengatter  | Zakspeed               | 1.32:726    | 1.30:904 | +6.826   |
| 25  | 31 | Ivan Capelli       | AGS-Motori Moderni     | senza tempo | 1.33:844 | +9.766   |
| 26  | 21 | Piercarlo Ghinzani | Osella-Alfa Romeo      | 1.36:128    | 1.36:334 | +12.050  |
| 27  | 22 | Alex Caffi         | Osella-Alfa Romeo      | 1.36:900    | 1.38:493 | +12.822  |

## Ordine d'arrivo

I due alfieri della Williams-Honda, il vincitore Nelson Piquet e, alla sua destra, il secondo classificato Nigel Mansell, festeggiano la doppietta del team britannico sul podio brianzolo.

| Pos | No | Pilota             | Costruttore            | Giri | Tempo/Ritiro             | Pos. Griglia | Punti |
| --- | -- | ------------------ | ---------------------- | ---- | ------------------------ | ------------ | ----- |
| 1   | 6  | Nelson Piquet      | Williams-Honda         | 51   | 1:17:42.889              | 6            | 9     |
| 2   | 5  | Nigel Mansell      | Williams-Honda         | 51   | + 9.828                  | 3            | 6     |
| 3   | 28 | Stefan Johansson   | Ferrari                | 51   | + 22.915                 | 12           | 4     |
| 4   | 2  | Keke Rosberg       | McLaren-TAG Porsche    | 51   | + 53.809                 | 8            | 3     |
| 5   | 20 | Gerhard Berger     | Benetton-BMW           | 50   | + 1 Giro                 | 4            | 2     |
| 6   | 15 | Alan Jones         | Lola-Ford              | 49   | + 2 Giri                 | 18           | 1     |
| 7   | 18 | Thierry Boutsen    | Arrows-BMW             | 49   | + 2 Giri                 | 13           |       |
| 8   | 17 | Christian Danner   | Arrows-BMW             | 49   | + 2 Giri                 | 16           |       |
| 9   | 4  | Philippe Streiff   | Tyrrell-Renault        | 49   | + 2 Giri                 | 23           |       |
| 10  | 3  | Martin Brundle     | Tyrrell-Renault        | 49   | + 2 Giri                 | 20           |       |
| NC  | 22 | Alex Caffi         | Osella-Alfa Romeo      | 45   | Non Classificato         | 27           |       |
| Rit | 19 | Teo Fabi           | Benetton-BMW           | 44   | Foratura                 | 1            |       |
| Rit | 27 | Michele Alboreto   | Ferrari                | 33   | Testacoda                | 9            |       |
| Rit | 23 | Andrea De Cesaris  | Minardi-Motori Moderni | 33   | Motore                   | 21           |       |
| Rit | 31 | Ivan Capelli       | AGS-Motori Moderni     | 31   | Foratura                 | 25           |       |
| Rit | 25 | René Arnoux        | Ligier-Renault         | 30   | Cambio                   | 11           |       |
| Rit | 14 | Jonathan Palmer    | Zakspeed               | 27   | Motore                   | 22           |       |
| DSQ | 1  | Alain Prost        | McLaren-TAG            | 27   | Squalificato             | 2            |       |
| Rit | 26 | Philippe Alliot    | Ligier-Renault         | 22   | Motore                   | 14           |       |
| Rit | 11 | Johnny Dumfries    | Lotus-Renault          | 18   | Cambio                   | 17           |       |
| Rit | 8  | Derek Warwick      | Brabham-BMW            | 16   | Testacoda                | 7            |       |
| Rit | 24 | Alessandro Nannini | Minardi-Motori Moderni | 15   | Problemi elettrici       | 19           |       |
| Rit | 21 | Piercarlo Ghinzani | Osella-Alfa Romeo      | 12   | Sospensione              | 26           |       |
| Rit | 16 | Patrick Tambay     | Lola-Ford              | 2    | Collisione con R.Patrese | 15           |       |
| Rit | 7  | Riccardo Patrese   | Brabham-BMW            | 2    | Collisione con P.Tambay  | 10           |       |
| Rit | 29 | Huub Rothengatter  | Zakspeed               | 1    | Motore                   | 24           |       |
| Rit | 12 | Ayrton Senna       | Lotus-Renault          | 0    | Trasmissione             | 5            |       |

## Classifiche

### Piloti
| Pos. | Pilota           | Punti |
| ---- | ---------------- | ----- |
| 1    | Nigel Mansell    | 61    |
| 2    | Nelson Piquet    | 56    |
| 3    | Alain Prost      | 53    |
| 4    | Ayrton Senna     | 48    |
| 5    | Keke Rosberg     | 22    |
| 6    | Stefan Johansson | 18    |
| 7    | Jacques Laffite  | 14    |
| 8    | René Arnoux      | 14    |
| 9    | Michele Alboreto | 12    |
| 10   | Gerhard Berger   | 8     |
| 11   | Martin Brundle   | 5     |
| 12   | Alan Jones       | 4     |
| 13   | Patrick Tambay   | 2     |
| 14   | Teo Fabi         | 2     |
| 15   | Johnny Dumfries  | 2     |
| 16   | Riccardo Patrese | 2     |
| 17   | Philippe Streiff | 1     |
| 18   | Christian Danner | 1     |

### Costruttori
| Pos. | Team                | Punti |
| ---- | ------------------- | ----- |
| 1    | Williams-Honda      | 117   |
| 2    | McLaren-TAG Porsche | 75    |
| 3    | Lotus-Renault       | 50    |
| 4    | Ferrari             | 30    |
| 5    | Ligier-Renault      | 28    |
| 6    | Benetton-BMW        | 10    |
| 7    | Tyrrell-Renault     | 6     |
| 8    | Lola-Ford Cosworth  | 6     |
| 9    | Brabham-BMW         | 2     |
| 10   | Arrows-BMW          | 1     |